# 銀合歡

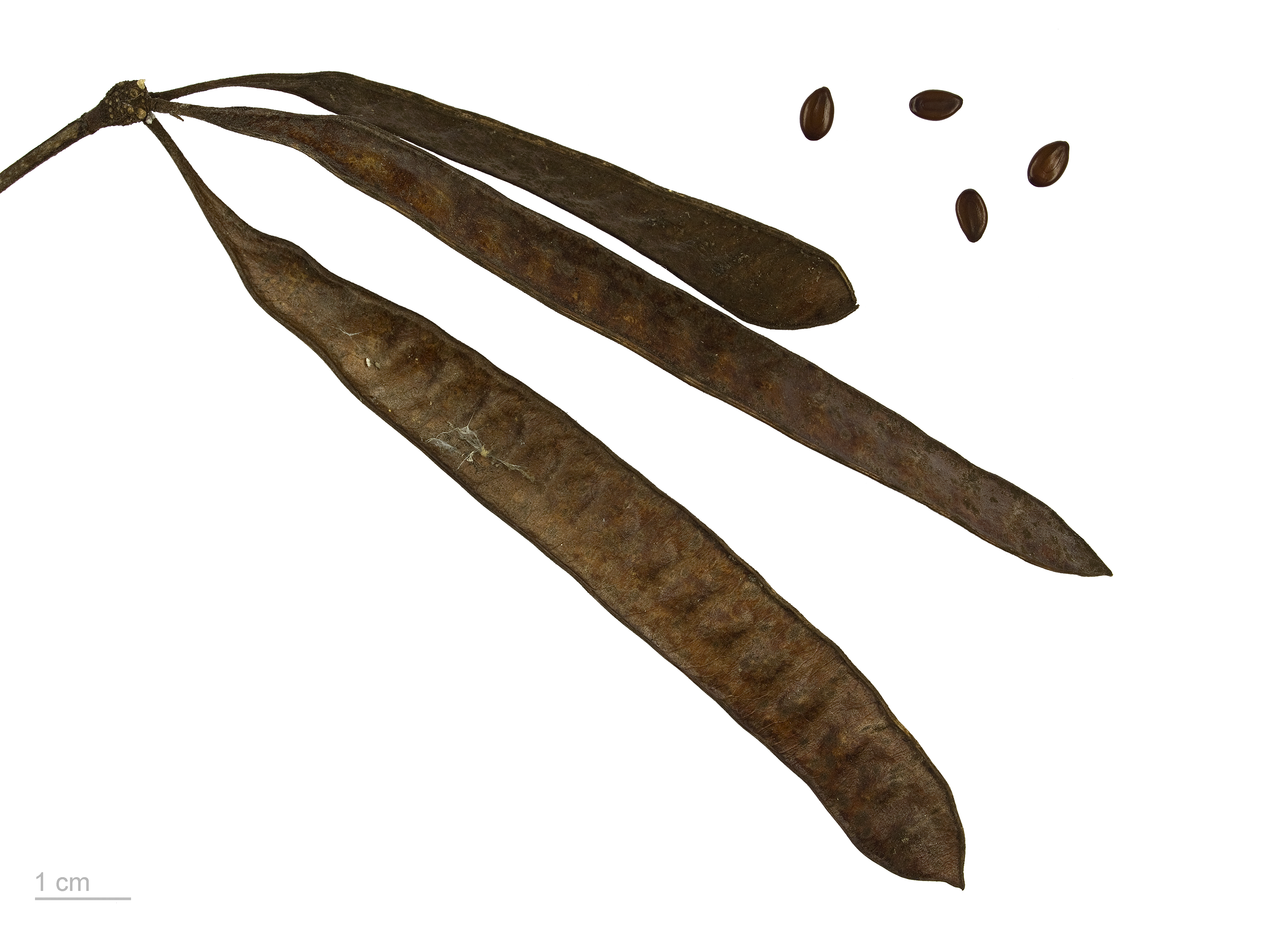
Leucaena leucocephala

銀合歡（學名：Leucaena leucocephala）別名白相思子、細葉番婆樹、臭菁仔。為含羞草亞科銀合歡屬植物，原產墨西哥南部和中美洲北部，現擴散到世界各地熱帶和亞熱帶地區，名列世界百大外来入侵种。
銀合歡由於樹根會分泌出含羞草素抑制其他種植物生長，排他性極強又無天敵因而形成單一性的純林地帶，因此減低生物多樣性。幼葉及其荚果含豐富蛋白質，可做牛群飼料
；但作為飼料時含羞草素在反芻動物瘤胃中所產生的代謝產物3-羥基-4-氧代吡啶基，對反芻家畜或人類都具有一定的毒性。

## 特徵

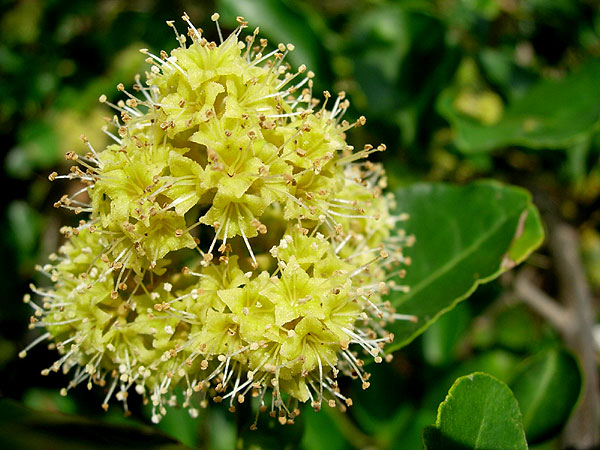
銀合歡頭花的特寫

- 羽片4-8對，小葉10-20對，長橢圓形，長約1cm
- 頭花腋生，白色。
- 莢果長10-15cm。

## 產地
原產南美，台灣曾将其引入南部大量造林。品系多，例如薩爾瓦多銀合歡、夏威夷型銀合歡、秘魯型銀合歡。由於排他性極強，取代原生物種的性命。故被視為入侵物种，例如墾丁國家公園。

## 外部連結
- 樹木谷，內有銀合歡圖片。
- 銀合歡 Yinhehuan （页面存档备份，存于） 藥用植物圖像數據庫 (香港浸會大學中醫藥學院) （中文）（英文）
- 反式肉桂醇98% Cinnamyl alcohol 98% trans （页面存档备份，存于） 中草藥化學圖像數據庫 (香港浸會大學中醫藥學院) （中文）（英文）